# Habib Ali Kiddie
Habib Ali Kiddie je bivši pakistanski hokejaš na travi. Igrao je od 1950. do 1964. godine.
Na Olimpijskim igrama 1956. je osvojio srebrno, a na OI 1960. godine je osvojio zlatno odličje.
Na OI 1952. u Helsinkiju je bio blizu osvajanja odličja, no završilo je na 4. mjestu, tijesnim porazima od jednog pogotka razlike od Nizozemske u poluzavršnici (0:1) i od Ujedinjenog Kraljevstva u susretu za brončano odličje (1:2).